# 幻術のクロスロード
「幻術のクロスロード」（げんじゅつのクロスロード）は、日本の女性歌手、彩音の19枚目のシングル。2013年8月28日に5pb.Recordsより発売された。

## 概要
- 前作「フェノグラム」以来約3ヶ月ぶりとなるリリースであり、2013年3作目のシングル。
- 表題曲の「幻術のクロスロード」はPlayStation 3・Xbox 360用ゲームソフト『DISORDER6』のオープニングテーマに起用された[2]。
- カップリング曲の「パーフェクト☆クエスト」はPlayStation Vita用ゲームソフト『神次元アイドル ネプテューヌPP』のエンディングテーマに起用され、「GO→Love&Peace」に続いてネプテューヌシリーズに関連した楽曲2作目となる。歌詞については、本人が「作品中でアイドルを育成するという場面があって、キャラクターたちを私に照らし合わせて、私がステージに立っているときの景色を振り返りながら歌詞を書きました。私はいつも、ライブを通じてファンの皆さんに感謝の気持ちを伝えたいと考えています。だから歌詞にも「ありがとう」という言葉を使っていたり、家に帰ってからでもライブのことを思い出してもらえるような要素をこの曲で出せたらいいなと思いました。ペンライトを使ったパフォーマンスができるような「ラララ」という歌詞が出てきたり、「ありがとう」というところでお辞儀をする振り付けがあったり、ステージをイメージして歌詞を書いた曲ですね」とコメントした[3]。
- 両曲とも本人の4枚目のオリジナルアルバム『Luminous Flux』に収録されている。
- また、「パーフェクト☆クエスト」のWall5によるリミックス・バージョンが収録され、シングルにリミックス楽曲が収録されるのは今回が初めてである。
- CDジャケットは同ゲームイラストを担当しているイラストレーター・長浜めぐみの描き下ろしジャケットとなって、予約先着特典として、同じく長浜が描き下ろしたB2ポスターが付属している[4]。

## 収録曲
| #         | タイトル                               | 作詞       | 作曲       | 編曲             | 時間  |
| --------- | -------------------------------------- | ---------- | ---------- | ---------------- | ----- |
| 1.        | 「幻術のクロスロード」                 | 志倉千代丸 | 志倉千代丸 | 奥山アキラ       | 4:07  |
| 2.        | 「パーフェクト☆クエスト」              | 彩音       | 渡辺篤弘   | 渡辺篤弘・谷丙午 | 3:49  |
| 3.        | 「パーフェクト☆クエスト」(Wall5 Remix) |            |            |                  | 4:53  |
| 4.        | 「幻術のクロスロード」(off vocal)      |            |            |                  | 4:07  |
| 5.        | 「パーフェクト☆クエスト」(off vocal)   |            |            |                  | 3:49  |
| 合計時間: | 合計時間:                              | 合計時間:  | 合計時間:  | 合計時間:        | 20:45 |